# Peter Sutherland
Peter Denis Sutherland, född 25 april 1946 i Dublin, död 7 januari 2018 i Dublin, var en irländsk jurist, politiker och företagsledare. Han representerade det konservativa partiet Fine Gael.

## Biografi
Han var irländsk justitieminister 1981–1984 (med ett uppehåll mars–december 1982), EU-kommissionär med ansvar för konkurrensfrågor 1985–1989 och generaldirektör för General Agreement on Tariffs and Trade (GATT)/Världshandelsorganisationen (WTO) 1993–1995 samt var under 2006 särskild representant för FN:s generalsekreterare i frågor om internationell migration och utveckling. Han var också involverad i Council on Foreign Relations.
Han var även styrelseordförande för BP plc 1997–2009 och satt i styrelserna för schweiziska industrigruppen ABB, svenska investmentbolaget Investor AB, amerikanska flygbolaget Delta Air Lines, svenska telekommunikationsföretaget LM Ericsson och brittiska banken Royal Bank of Scotland (2001-2009). 
Sutherland var både styrelseordförande och vd för The Goldman Sachs Groups mäktiga dotterbolag Goldman Sachs International, där han också var rådgivare till moderbolaget. Han var även ordförande för London School of Economics och styrelsemedlem i Bilderberggruppen samt agerade sedan 2006 som finansiell rådgivare åt Vatikanstaten. Han var ordförande i Trilateral Commission 2001-2010 och var sedermera organisationens hedersordförande.

## Utmärkelser
- Robert Schumanmedaljen,  1988
- Storkorset av den medborgerliga förtjänstorden,  1989[5]
- Baden-Württembergs förtjänstorden,  2008
- Storkorset av Henrik Sjöfararens orden[6]
- Kommendör av Ouissam Alaouite-orden
- Kommendör av Sankt Mikaels och Sankt Georgsorden
- New Zealand 1990 Commemoration Medal
- Riddare av Hederslegionen
- Storkors av Leopold II:s orden

[Redigera Wikidata]